# 시티 오브 더 리빙 데드
《시티 오브 더 리빙 데드》(이탈리아어: Paura nella città dei morti viventi, 영어: City of the Living Dead 혹은 영어: The Gates of Hell)는 이탈리아에서 제작된 루초 풀치 감독의 1980년 초자연 공포 영화이다. 풀치의 죽음 3부작(Trilogia della morte) 첫 번째 작품이다. 크리스토퍼 조지 등이 출연하였다.
1981년 죽음 3부작 두 번째 작품 《비욘드》가 개봉하였다.

## 줄거리
뉴욕 아파트에서 영매 테리사가 교령회를 진행한다. 참가자 메리는 세일럼 마녀 재판 주도자들이 현 주민들의 조상이라는 전설이 있는 '던위치' 마을 묘지의 나뭇가지에 토머스 신부가 목을 매 자살한 뒤 땅에서 시체 하나가 되살아나는 환영을 보고 비명을 지른다. 결국 너무 큰 충격을 받은 메리는 바닥으로 쓰러지면서 원 모양 대형을 깨버리고 발작하다가 사망한다. 클레이 경사가 이끄는 경찰 수사팀은 아파트에서 갑작스런 영의 비명 소리와 함께 공중에서 불이 타오르는 걸 목격하지만 눈속임 장난으로 치부하고 악마가 곧 닥칠 거라는 테리사의 경고를 무시한다.
한편 던위치 마을의 한 폐가를 돌아다니던 밥은 섹스돌이 저절로 부푸는 걸 보고 이를 써보려다가 썩은 태아 시체를 보고 놀라 도망친다. 바에서는 거울이 깨지고 벽에 금이 가는 등 불가사의한 현상이 벌어져 겁을 먹은 손님들이 떠난다.
메리는 다음 날 롱아일랜드 지역 묘지에 묻힌다. 기자 피터 벨은 메리의 묘지를 방문했다가 되살아난 메리가 지르는 비명을 듣고 급히 관을 곡괭이로 내리찍어 메리를 구한다. 메리는 교령회에서 지옥문이 열려 죽음과 저주가 던위치라는 도시를 지배하는 광경을 봤다고 증언한다. 이 말을 들은 테리사는 메리가 4천년 전에 지어진 고대 서적 에녹서에 예언된 내용을 예지했다고 설명한다. 이어 토머스 신부가 죽으면서 지옥문이 열려 며칠 뒤 모든 성인 대축일에 현세 침공이 시작되어 이 세계가 살아있는 시체들로 뒤덮일 것이니 그 전에 지옥문을 닫아야한다고 경고한다.

## 출연
- 크리스토퍼 조지 - 피터 벨
- 커트리어나 매콜 - 메리 우드하우스 역
- 카를로 데메요 - 제리 역
- 야네트 오그렌 - 샌드라 역
- 안토넬라 인테를렌기 - 에밀리 로빈스 역
- 조반니 롬바르도 라디체 - 밥 역
- 다니엘라 도리아 - 로지 켈빈 역
- 파브리치오 요비네 - 윌리엄 토머스 신부 역
- 루카 베난티니 - 존존 로빈스 역
- 미켈레 소아비 - 토미 피셔 역
- 베난티노 베난티니 - 로스 씨 역
- 아델라이데 아스테 - 테리사 역
- 루차노 로시 - 뉴욕 경찰 역
- 루초 풀치 - 조 톰프슨 박사 역

## 기타 제작진
- 미술: 마시모 안토넬로 젤렝그